# Huawei P Smart S
Huawei P Smart S (стилізовано як HUAWEI P smart S) — смартфон середнього рівня, розроблений компанією Huawei. Був представлений 9 червня 2020 року. В деяких країнах смартфон був представлений під назвою Huawei Y8p. В Китаї смартфон був представлений 25 жовтня 2019 року під назвою Huawei Enjoy 10S.

## Дизайн
Екран смартфона виконаний зі скла. Корпус виконаний з пластику.
Знизу знаходяться роз'єм USB-C, динамік та мікрофон. Зверху розташовані 3.5 мм аудіороз'єм та другий мікрофон. З лівого боку розташований слот під 2 SIM-картки і карту пам'яті формату Nano Memory до 256 ГБ. З правого боку розміщені кнопки регулювання гучності та кнопка блокування смартфона.
В Україні Huawei P Smart S продавався в чорному (Midnight Black) та блакитному (Breathing Crystal) кольорах.

## Технічні характеристики

### Платформа
Смартфон отримав процесор Kirin 710F та графічний процесор Mali-G51 MP4.

### Батарея
Батарея отримала об'єм 4000 мА·год.

### Камери
Смартфон отримав основну потрійну камеру 48 Мп, f/1.8 (ширококутний) + 8 Мп, f/2.4 (ултраширококутний) + 2 Мп, f/2.4 (сенсор глибини) з фазовим автофокусом та можливістю запису відео в роздільній здатності 1080p@30fps. Фронтальна камера отримала роздільність 16 Мп, діафрагму f/2.0 та можливість запису відео у роздільній здатності 1080p@30fps.

### Екран
Екран OLED, 6.3", FullHD+ (2400 × 1080) зі щільністю пікселів 418 ppi, співвідношенням сторін 20:9 та краплеподібним вирізом під фронтальну камеру. Також під дислпей вбудований сканер відбитків пальців.

### Пам'ять
P Smart S продавався в комплектації 4/128 ГБ.
Y8p продавався в комплектаціях 4/128 та 6/128  ГБ.
Enjoy 10S продавався в комплектаціях 6/64, 4/128, 6/128 та 8/128 ГБ.

### Програмне забезпечення
Huawei P Smart S та Y8p були випущені на EMUI 10.1 на базі Android 10 і були оновлені до EMUI 12, а Huawei Enjoy 10S був випущений на EMUI 9.1 на базі Android 9 Pie і був оновлений до HarmonyOS 3.